# فويكان كرغوفيتش
فويكان كرغوفيتش مواليد 17 أغسطس 1967 في بيخا، جمهورية صربيا الاشتراكية، هو لاعب كرة سلة ألباني سابق. لعب مع نادي مورنار بار لكرة السلة في موسم 1994–1995، ثم لعب مع نادي ريد ستار لكرة السلة في موسم 1995–1996، ثم لعب مع إم زد تي سكوبيه في موسم 2001–2002.

## روابط خارجية
- فويكان كرغوفيتش على موقع كرة السلة الأوروبية.كوم (الإنجليزية)